# Dorota Bromberg
Dorota (Dorotea) Ewa Bromberg (ur. 7 grudnia 1952 w Warszawie) – właścicielka szwedzkiego wydawnictwa Brombergs Bokförlag, córka Adama Bromberga (1912–1993), wydawcy Wielkiej encyklopedii powszechnej PWN.
Jej ojciec został aresztowany podczas wydarzeń marcowych 1968. Po zwolnieniu z więzienia 15 lipca 1969 wyemigrował w sierpniu 1969 do Szwecji. Został zatrudniony na uniwersytecie w Uppsali. Wraz z córką Dorotą założył w roku 1975 wydawnictwo „Brombergs Bokförlag” zajmujące się publikacją tłumaczeń dzieł literatury światowej, w tym polskiej, na język szwedzki.
Pierwszą pozycją wydawniczą była Gdy Chiny się przebudzą, świat zadrży (Quand la Chine s’éveillera... le monde tremblera) Alaina Peyrefitte’a.
Sukcesem wydawnictwa stała się publikacja dzieł czterech autorów: Isaaca Bashevisa Singera, Czesława Miłosza, Octavia Paza i Johna Maxwella Coetzee jeszcze przed otrzymaniem przez nich Nagrody Nobla. Ukazało się również wiele dzieł Susan Sontag.
Wydawnictwo opublikowało antologię polskiego reportażu w wyborze Macieja Zaremby.